# 荒川玄太
荒川 玄太（あらかわ げんた、1953年9月19日 - ）は、日本競輪選手会宮城支部に在籍していた元競輪選手。日本競輪学校（以下、競輪学校）第31期生。

## 来歴
荒川秀之助（競輪学校25期生）は実兄。
仙台市立仙台商業高等学校時代の1971年、全国高等学校総合体育大会自転車競技大会（小松島競輪場）のスクラッチレース（現在はスプリントに名称変更）で優勝。
その後、競輪学校に入校。同期には岩崎誠一、新井正昭らがいる。
1973年4月14日、宇都宮競輪場でデビューして初勝利を挙げ、及び同開催の完全優勝も記録。
1977年、オールスター競輪（千葉競輪場）で3位に入る。
2002年7月31日、選手登録を削除され引退。通算戦績2344戦268勝。なお、兄の秀之助も同年同日に引退している。